# Ed Stanczak
Edmund A. "Ed" Stanczak (Fort Wayne, Indiana, 15 de agosto de 1921-Hidalgo, Texas, 30 de mayo de 2004) fue un jugador de baloncesto estadounidense que disputó dos temporadas en la NBA, además de jugar en la NBL y en la NPBL. Con 1,85 metros de estatura, jugaba en la posición de alero.

## Trayectoria deportiva

### Profesional
Comenzó su andadura profesional con los Anderson Packers, con los que competiría en tres ligas diferentes, NBL, NBA y NPBL. En la NBL jugó tres temporadas, promediando 7,3 puntos por partido. En 1949 el equipo se unió a la NBA, y en su única temporada en esta competición promedió 9,1 puntos y 1,2 asistencias por partido.
Al año siguiente el equipo se cambió a la efímera NPBL, donde únicamente disputó tres partidos, promediando 8.0 puntos, hasta que fue fichado por los Boston Celtics, de vuelta en la NBA, disputando 17 partidos en los que promedió 3,4 puntos y 2,0 rebotes.

## Estadísticas de su carrera en la NBA

### Temporada regular
| Temporada | Edad | Equipo           | Liga | P  | TIT | MIN | TC  | TCA | %TC  | 3P | 3PA | %3P | TL  | TLA | %TL  | R.OF. | R.DEF. | REB | ASIS | ROB | TAP | PER | FP  | PTS |
| 1949-50   | 28   | Anderson Packers | NBA  | 57 |     |     | 2.8 | 8.0 | .349 |    |     |     | 3.6 | 4.7 | .752 |       |        |     | 1.2  |     |     |     | 2.9 | 9.1 |
| 1950-51   | 29   | Boston Celtics   | NBA  | 17 |     |     | 0.6 | 2.8 | .229 |    |     |     | 2.1 | 2.5 | .814 |       |        | 2.0 | 0.4  |     |     |     | 0.4 | 3.4 |
| Total     |      |                  | NBA  | 74 |     |     | 2.3 | 6.8 | .337 |    |     |     | 3.2 | 4.2 | .760 |       |        | 2.0 | 1.0  |     |     |     | 2.3 | 7.8 |

### Playoffs
| Temporada | Edad | Equipo           | Liga | P | MIN | TCA | TC | 3PA | 3P | TLA | TL | R.OF. | REB | ASIS | ROB | TAP | PER | FP | PTS | %TC  | %3P | %FT  | MIN | PTS | REB | AST |
| 1949-50   | 28   | Anderson Packers | NBA  | 8 |     | 14  | 48 |     |    | 23  | 30 |       |     | 10   |     |     |     | 26 | 51  | .292 |     | .767 |     | 6.4 |     | 1.3 |
| Total     |      |                  | NBA  | 8 |     | 14  | 48 |     |    | 23  | 30 |       |     | 10   |     |     |     | 26 | 51  | .292 |     | .767 |     | 6.4 |     | 1.3 |